# Camaroncillo
Camaroncillo är en ort i Mexiko.   Den ligger i kommunen Puente Nacional och delstaten Veracruz, i den sydöstra delen av landet, 260 km öster om huvudstaden Mexico City. Camaroncillo ligger 498 meter över havet och antalet invånare är 241.
Terrängen runt Camaroncillo är kuperad åt nordost, men åt sydväst är den platt. Runt Camaroncillo är det ganska tätbefolkat, med 75 invånare per kvadratkilometer. Närmaste större samhälle är Rinconada, 18,9 km nordost om Camaroncillo. I omgivningarna runt Camaroncillo växer huvudsakligen savannskog.